# Валонія пузата
Валонія пузата (Valonia ventricosa) — вид зелених водоростей роду валонія родини валонієві. Відома під назвами «водорость-міхур» і «око моряка». Зустрічається по всьому світу в тропічних і субтропічних районах. Це один з найбільших одноклітинних організмів.

## Опис
Валонія пузата, як правило, росте індивідуально і лише зрідка — в групах, які з'являються в припливних зонах тропіків і субтропіків, таких як Карибські острови, на північ до Флориди, на південь до Бразилії і в індо-тихоокеанському регіоні. Часто мешкає в коралових відкладеннях. Зустрічається на глибинах до 80 м.
Валонія пузата — одноклітинний багатоядерний організм, який за формою може варіювати від сферичного до овального, колір від трав'янисто-зеленого до темно-зеленого. У воді водорость може здаватися срібною, кольору морської хвилі і навіть чорнуватою. Інтенсивність кольору визначається кількістю хлоропластів у клітині. Поверхня водорості дзеркально-блискуча як скло. Талом складається з тонкошарової міцної багатоядерної клітини, діаметром 1-4 см, іноді 5 см. Більшу частину пузиря становить вакуоля, а органели сконцентровані в тонкому шарі між вакуолею та мембраною. Пузир прикріплений до субстрату ризоїдами.

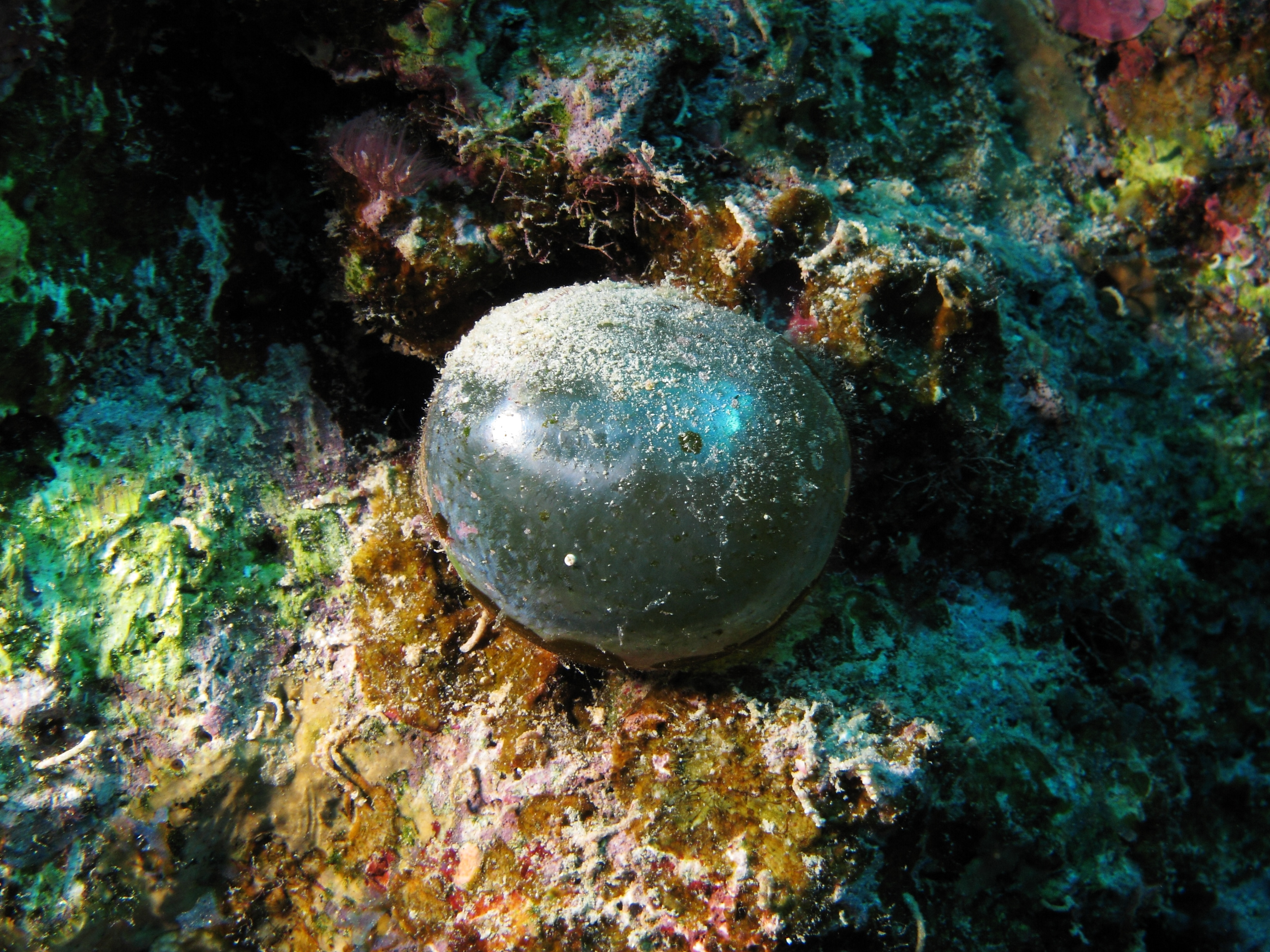
Валонія на дні Червоного моря
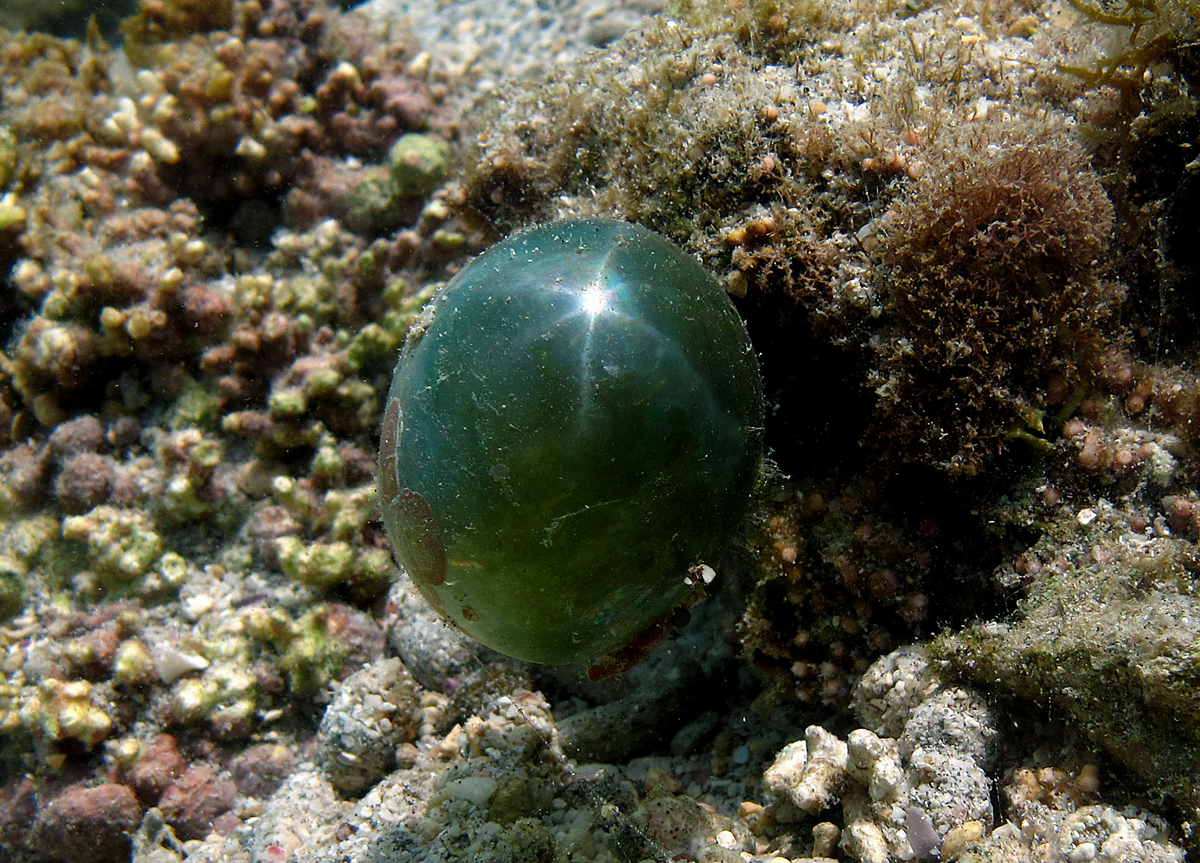
Валонія на дні поблизу Реюньйону

## Фізіологія
Однією з цікавих фізіологічних особливостей Валлонії пузатої є відсутність у її мембрані водних капілярних пор. Вода проходить до клітини звичайною дифузією. Ділиться водорость сегрегаційним клітинним поділом, коли багатоядерна батьківська клітина породжує дочірні. Індивідуальні ризоїди формують новий міхур і відділяються від батьківського організму.

## Синоніми
- Ventricaria ventricosa